# Gryon krishnagiriense
Gryon krishnagiriense är en stekelart som beskrevs av Sharma 1982. Gryon krishnagiriense ingår i släktet Gryon och familjen Scelionidae. Inga underarter finns listade i Catalogue of Life.